# Телхин
Телхин је у грчкој митологији био краљ Сикиона.

## Митологија
Према Аполодору, са Телксионом је убио Аписа, због чега је њега, ради освете, убио Арг. Паусанија наводи да је он био Аписов отац и Еуропсов син.